# 寿松木明日花のハタチゼンゴ。
寿松木明日花のハタチゼンゴ。（すずきあすかのハタチゼンゴ）は、2011年7月2日から2011年12月24日まで土曜日の「アダチ区民放送局」で放送していたラジオ番組（箱番組）である。放送時間は23:50 - 23:59（JST）のうち 6分。
2012年「足立区民放送」開局に向けての大幅改編の為、2011年12月24日を以て、この番組が終了することが発表された（2011年12月10日の第15回放送分）。

## 概要
約6分間のトーク番組。話の内容は自身の身近に起きた出来事が主で、他にはミニコーナーをする事がある。

## 放送時間
足立FM開局準備会
2011年7月2日 - 2011年12月24日：不定期土曜日 23:50 - 23:59（JST）頃（うち6分）
※ パソコンとインターネット環境があれば、世界中どこからでも聴取可能。

## 出演者
- 寿松木 明日花（）（現・すずきあすか）
この番組のパーソナリティ。女性。愛称はあすにゃん。
ブログによると「声優やパーソナリティを中心に様々なジャンルで活動中」と記載。地上波ラジオドラマやドラマCDなどの活動は出演作品の公式サイト上で確認は出来る。
シンガーソングライター「aiko」のファンである。
通常のラジオ番組はプロデューサー・ディレクター・構成作家など置いて番組の制作に関わる事が多いが、この番組は人件費の関係上、寿松木が機器操作（自分でCDを回し、またはテープを再生・ミキシングコンソールのフェーダーを調整したり）をしながら喋るワンマンDJスタイルで放送をしている。

## 過去の放送一覧
| 放送回  | 放送日         | サブタイトル                                                         | 備考                       |
| ------- | -------------- | -------------------------------------------------------------------- | -------------------------- |
| 第1回   | 2011年7月2日   | 「鈴木ではありません。寿松木です。変態色白不健康一刀両断侍です。」   |                            |
| 第1回   | 2011年7月2日   | 「寿に松竹梅の松に木、明日にお花の花＝寿松木明日花」                 |                            |
| 第2回   | 2011年7月16日  | 「いまむかしさんぽ？」                                               |                            |
| 第3回   | 2011年7月30日  | 「載りました…でもまだ一部、全部載るのはいつの日か？」                |                            |
| 第4回   | 2011年8月6日   | 「駄菓子美味しい。」                                                 |                            |
| 第5回   | 2011年8月20日  | 「日本の夏は花火。」                                                 |                            |
| 第6回   | 2011年8月27日  | 「ピー歳を振り返る。新たなピー歳にむけての目標、ピー歳最後の放送。」 |                            |
| 第7回   | 2011年9月3日   | 「ピー歳になりました。おめでとう私。」                               |                            |
| 第8回   | 2011年9月10日  | 「蚊に好かれて大変でした。」                                         |                            |
| 第9回   | 2011年9月17日  | 「お仕事情報と現場の裏側。」                                         |                            |
| 第9.2回 | 2011年9月25日  | 「今週は色々大変でした。」                                           | ※ インターネット限定放送。 |
| 第10回  | 2011年10月1日  | 「うなぎパイと祝10回、別に勘違いしたわけじゃないよ？」               |                            |
| 第10回  | 2011年10月1日  | 「ワンマンDJ 寿松木明日花」                                          |                            |
| 第11回  | 2011年10月22日 | 「咳がどうにも止まらない」                                           |                            |
| 第11回  | 2011年10月22日 | 「ラジオアシスタント寿松木明日花、助け合いの精神を知る。」           |                            |
| 第11回  | 2011年10月22日 | 「私と影、一人漫才状態」                                             |                            |
| 第12回  | 2011年11月5日  | 「お帰り…私のマイケッタ」                                            |                            |
| 第13回  | 2011年11月19日 | 「食欲と読書に筋肉痛の山ガール」                                     |                            |
| 第13回  | 2011年11月19日 | 「紅葉の美しさにうっとり山ガール」                                   |                            |
| 第13回  | 2011年11月19日 | 「不測の事態に動揺、準備の悪い山ガール」                             |                            |
| 第14回  | 2011年12月3日  | 「香港で満喫」                                                       |                            |
| 第14回  | 2011年12月3日  | 「始まりの年」                                                       |                            |
| 第14回  | 2011年12月3日  | 「自由・女らしさ・我が道…」                                          |                            |
| 第15回  | 2011年12月10日 | 「大久保で 初陣飾る 唄乙女」                                         |                            |
| 第16回  | 2011年12月24日 | 「前奏曲」                                                           | 最終回                     |

## エピソード
- 第2回（2011年7月16日）放送のトークで今昔散歩の今昔（こんじゃく）の部分を"いまむかし"と誤読、後に第10回（2011年10月1日）放送内で訂正をした。
- 第7回（2011年9月3日）放送のオープニングトークで自身の誕生日を自身で祝った。年齢報告の際、ピー音を短時間で連発させた為、放送事故に近い形になってしまった。
- 2011年9月24日、アダチ区民放送局の番組イベント「鹿沼合宿」でお休みにしているのを知らず収録してしまった（合宿先から中継で放送していると思っていた。2011年10月1日放送分）。後日、番組を聴取しているリスナーからその事を知らされ、9月24日以降では古すぎる話のネタになると言うことで急遽録り直しを行い、第9.2回としてアーカイブを公開をしている。ニコニコ動画・YouTube・こえ部で限定公開をした。
- 最終回（2011年12月24日放送）で今までの放送を振り返り、ほとんど収録期限ギリギリで収録していた。また、話のネタに困った場合は駄菓子でお茶を濁すつもりだった。
  - 冒頭の「最終回だよ! 全員集合!!」を番組の全17回にちなんで寿松木が17役を演じた。

## 注意事項
- 放送されるかどうかは「アダチ区民放送局」次第の為、実質は不定期放送。
  - 放送休止する場合、通常はアダチ区民放送局の番組内・放送開始時間直前にTwitterで休止の旨を告知されることもある。
- アダチ区民放送局が「番組休止や放送機器のトラブル発生・メンテナンス」等の理由で番組をお休みをした場合、この番組も休止する。
- アダチ区民放送局の生放送中に予期せぬトラブルが発生して放送時間を変更や中止した場合、この番組もそれに従う。

## アーカイブ
アーカイブは四か所。
1. アダチ区民放送局 内[4]
2. YouTube[5]
3. こえ部[6]
4. ニコニコ動画[7]

※ 2 - 4はパーソナリティの都合でアーカイブの公開が大幅に遅れる事がある。

## 関連CD
寿松木明日花のハタチゼンゴ。あすかのTPT（てぃーぱーてぃー）
2012年8月30日発売。本番組のまとめと新規に収録したトーク、番組CM作品の収録、パーソナリティと縁ある人物によるトークが収録されている。